# 山原怜音
山原 怜音（やまはら れおん、1999年6月8日 - ）は、京都府京都市出身のプロサッカー選手。Jリーグ・清水エスパルス所属。ポジションはディフェンダー。

## 来歴
京都府出身だったが、中学と高校の6年は静岡に拠点を移したJFAアカデミー福島でプレー。卒業後は筑波大学に進学し、1年生のころから出場機会を得る。2019年にはユニバーシアードサッカー日本代表にも選出され、日本の大学世界一に貢献。
大学4年時の2021年に翌年からの清水エスパルスへの加入が内定（2021年は特別指定選手として在籍）し、山原の内定を以ってユニバーシアード代表メンバーが全員プロ入りすることが決定した。9月11日、第28節のサガン鳥栖戦にてフル出場でJ1デビューを果たした。
2022年より清水エスパルスに正式加入。7月16日、J1第22節の浦和レッズ戦で、フリーキックからプロ初ゴールを決めた。
2025年5月11日の明治安田J1リーグ第16節FC町田ゼルビア戦でJリーグ通算100試合出場を達成した。
1. ↑  “今季大学L目玉の一人、デンチャレMVP山原怜音が清水内定!!三笘、上田綺世、山本悠樹らとユニバ世界一経験”.   ゲキサカ (2021年3月23日). 2021年4月17日閲覧。
2. ↑  “大学最後の世界一メンバー山原が清水内定　19年ユニバ代表全20人がJリーガーに”. 日刊スポーツ. (2021年3月23日) 2021年4月17日閲覧。
3. ↑  “清水の特別指定・筑波大ＤＦ山原怜音Ｊデビュー「攻撃面」活性化／Ｊの焦点”. 日刊スポーツ. (2021年9月14日) 2021年9月18日閲覧。
4. ↑  “浦和が今季2度目の連勝! 松尾佑介の先制ゴールにOGで追加点、清水は山原怜音プロ初弾も屈す”.   ゲキサカ. 2022年7月16日閲覧。

## 所属クラブ
- 京都紫光サッカークラブ
- JFAアカデミー福島U-15
- JFAアカデミー福島U-18
- 筑波大学
  - 2021年  清水エスパルス（特別指定選手）
- 2022年 -  清水エスパルス

## 個人成績
| 国内大会個人成績 | 国内大会個人成績 | 国内大会個人成績 | 国内大会個人成績 | 国内大会個人成績 | 国内大会個人成績 | 国内大会個人成績 | 国内大会個人成績 | 国内大会個人成績 | 国内大会個人成績 | 国内大会個人成績 | 国内大会個人成績 |
| 年度             | クラブ           | 背番号           | リーグ           | リーグ戦         | リーグ戦         | リーグ杯         | リーグ杯         | オープン杯       | オープン杯       | 期間通算         | 期間通算         |
| 年度             | クラブ           | 背番号           | リーグ           | 出場             | 得点             | 出場             | 得点             | 出場             | 得点             | 出場             | 得点             |
| 日本             | 日本             | 日本             | 日本             | リーグ戦         | リーグ戦         | リーグ杯         | リーグ杯         | 天皇杯           | 天皇杯           | 期間通算         | 期間通算         |
| ---------------- | ---------------- | ---------------- | ---------------- | ---------------- | ---------------- | ---------------- | ---------------- | ---------------- | ---------------- | ---------------- | ---------------- |
| 2020             | 筑波大           | 2                | -                | -                | -                | -                | -                | 5                | 1                | 5                | 1                |
| 2021             | 清水             | 39               | J1               | 5                | 0                | 0                | 0                | -                | -                | 5                | 0                |
| 2022             | 清水             | 29               | J1               | 33               | 2                | 5                | 0                | 2                | 0                | 40               | 2                |
| 2023             | 清水             | 2                | J2               | 19               | 1                | 0                | 0                | 1                | 0                | 20               | 1                |
| 2024             | 清水             | 14               | J2               | 34               | 3                | 0                | 0                | 2                | 0                | 36               | 3                |
| 2025             | 清水             | 14               | J1               |                  |                  |                  |                  |                  |                  |                  |                  |
| 通算             | 日本             | 日本             | J1               | 38               | 2                | 5                | 0                | 2                | 0                | 45               | 2                |
| 通算             | 日本             | 日本             | J2               | 53               | 4                | 0                | 0                | 3                | 0                | 56               | 7                |
| 通算             | 日本             | 日本             | 他               | -                | -                | -                | -                | 5                | 1                | 5                | 1                |
| 総通算           | 総通算           | 総通算           | 総通算           | 91               | 6                | 5                | 0                | 10               | 1                | 106              | 7                |

- 2021年は特別指定選手

- その他の公式戦
  - 2023年 J1昇格プレーオフ 2試合0得点

出場歴
- Jリーグ初出場 - 2021年9月11日 J1第28節 サガン鳥栖戦 (駅前不動産スタジアム)
- Jリーグ初得点 - 2022年7月16日 J1第22節 浦和レッズ戦 (IAIスタジアム日本平)

## タイトル

### 代表・選抜
ユニバーシアードサッカー日本代表
- ユニバーシアードサッカー競技（2019年）

関東大学選抜A
- デンソーカップサッカー（2021年）

### 個人
- デンソーカップサッカー・最優秀選手（2021年）
- 関東大学サッカーリーグ戦・ベストイレブン（2021年）[1]
- J2リーグベストイレブン：1回（2024年）[2]

### クラブ
清水エスパルス
- J2リーグ（2024年）

## 代表歴
- U-16日本代表
  - アゼルバイジャン遠征（2014年）
- ユニバーシアードサッカー日本代表
  - ユニバーシアードサッカー競技（2019年）
- U-22日本代表
  - AFC U-23選手権2022・予選（2021年）